# Stephen Hillenburg
Stephen McDannell Hillenburg (Lawton, Oklahoma; 21 de agosto de 1961-San Marino, California; 26 de noviembre de 2018) fue un animador, productor y biólogo estadounidense conocido por ser el creador de la serie de dibujos animados Bob Esponja (en inglés, SpongeBob SquarePants) y sus primeras dos películas: Bob Esponja: La película (2004) y Bob Esponja: Un héroe fuera del agua (2015).

## Biografía
Stephen McDannell Hillenburg nació el 21 de agosto de 1961 en Fort Sill, un puesto del ejército de los Estados Unidos ubicado en Lawton, Oklahoma donde su padre, Kelly N. Hillenburg Jr. trabajó para el ejército estadounidense. Su madre Nancy (de soltera Dufour) enseñó a los estudiantes con discapacidad visual. Cuando tenía un año su familia se mudó al condado de Orange, California donde su padre comenzó una carrera como dibujante y diseño en la industria aeroespacial. Su hermano menor Bryan también se dedicaba a la animación.
Tras graduarse en el Instituto Savanna de Anaheim, California, ingresó en la Universidad Estatal de Humboldt en California, graduándose en 1984 en estudios de explotación de recursos naturales, especializándose en los recursos marinos. En 1992 realizó un máster de animación en el Instituto de las Artes de California.

## Trayectoria

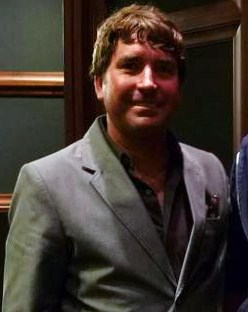
Stephen Hillenburg en 2010

Fue profesor de biología marina en el ahora Instituto Oceánico del Condado de Orange y trabajó como biólogo marino a partir de 1984.
En 1987 Hillenburg decidió dedicarse a lo que era su segunda gran pasión: la animación. Realizó varios cortometrajes, dos de los cuales fueron seleccionados para mostrarse en festivales de cine de animación internacional. Se trata del cortometraje The Green Beret de 1991 y Wormholes de 1992, este último fue reconocido en varios festivales, recibiendo diversos premios.
Compaginando la escuela de animación, Stephen Hillenburg trabajó en la serie infantil de televisión Mothers Goose Grimm, desde 1991 a 1993. En el Instituto de las Artes de California hará su tesis de máster, financiado por la Princess Grace Foundation (fundación que toma el nombre de la Princesa Grace de Mónaco) realizando la película titulada Wormholes (1992), que tuvo cierto éxito en diversos festivales de animación. En uno de esos festivales, Joe Murray, creador de la serie animada La vida moderna de Rocko, le ofreció entrar a formar parte del equipo de la serie.
Stephen Hillenburg entró pues en la serie de Nickelodeon como guionista y director creativo. Es aquí donde haría amistades como Tom Kenny (el que diera voz a Bob Esponja), Doug Lawrence, Paul Tibbitt, y otros, que se involucrarían también, en un futuro, en la serie de Bob Esponja.
Al concluir la serie de La vida moderna de Rocko en 1996, Hillenburg, habiendo concebido ya una nueva idea de trabajo de animación (basándose en los personajes que dibujó para un cómic del Instituto de California de las Artes sobre las piscinas de roca naturales que labra el mar, y su fauna, en 1989), se centró en la preparación de la serie de Bob Esponja; el cual, inicialmente, Hillenburg diseñaba como una esponja natural, pero lo cambiaría a una forma cuadrada, pareciéndole así más divertido. En 1997 Hillenburg formó equipo con algunos colegas de la serie de Rocko, quienes ayudaron a diseñar la serie y sus personajes.

### Bob Esponja

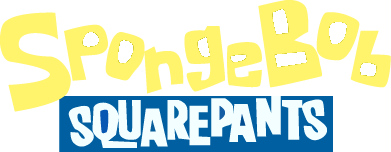
Logo de Bob Esponja en inglés

Mientras trabajaba en el Instituto Oceánico (1984-1987), Hillenburg escribió un cómic titulado The Intertidal Zone, en español La zona intermareal. Se lo enseñó a Martin Olson, amigo suyo y uno de los escritores de La vida moderna de Rocko. A Olson le gustó el trabajo y sugirió a Hillenburg reescribirlo como una serie de dibujos submarinos.
En 1998, Hillenburg se decidió a mostrar su trabajo a Nickelodeon. Elaboró así el que fuera el capítulo piloto: Help Wanted. El nombre del personaje principal era, originariamente, SpongeBoy (Chico Esponja), pero se trataba de un nombre que ya se encontraba registrado. Es por ello que hubo de cambiarlo al de SpongeBob (Bob Esponja). Nickelodeon estrenó la serie el 1 de mayo de 1999.
Años más tarde cuando finalizaban Bob Esponja: La película en el (2004), Hillenburg decidió dejar la producción ejecutiva de la serie e involucrarse en otros proyectos, dejando la producción ejecutiva principalmente a Paul Tibbitt. Pero después de la segunda película, Bob Esponja: Un héroe fuera del agua (2015), Hillenburg retomó su cargo de productor de la película, junto al de la serie.

## Vida personal
Hillenburg se casó con Karen Umland, una chef del sur de California que enseña en la New School of Cooking en Culver City, en 1998. Hillenburg la consideró la persona más divertida que conocía, y el personaje de Karen Plankton recibió su nombre. También en 1998, nació el primer y único hijo de la pareja, Clay. Hillenburg anteriormente residió en Hollywood y en Pasadena, y vivió con su familia en San Marino, California hasta su muerte. Sus pasatiempos incluían el surf, el snorkel, el buceo, la natación y la interpretación de "música rock ruidosa" con su guitarra. Tocó con su hijo, que es baterista, lo que Hillenburg llamó "una excelente manera de vincularse entre sí". También disfrutaba la observación de aves en casa, pero dijo que siempre fue "un fanático del océano".
Fue conocido informalmente como "Steve" entre su familia, amigos y fanáticos. Según sus colegas, Hillenburg era "un adicto al trabajo perfeccionista". También fue conocido por su carácter privado. Julia Pistor, coproductora de Bob Esponja: la película, señaló que Hillenburg era "muy tímido". Ella continuó diciendo: "Él no quiere que la gente sepa sobre su vida o su familia. Es un tipo realmente divertido, con los pies en la tierra, con un sentido del humor seco que pone a su familia en primer lugar y nos mantiene alerta. para mantener nuestra integridad corporativa". Hillenburg dijo sobre sí mismo: "Hago animación porque me gusta dibujar y crear cosas. No tengo ningún interés real en estar frente a la cámara o ser una celebridad. No es que no me gusta la gente, pero me gusta tener mi privacidad".

### Filantropía
Hillenburg, con su esposa Karen habían financiado numerosos proyectos y organizaciones a través de United Plankton Charitable Trust, que la pareja estableció en 2005. La fundación, cuyo nombre fue adoptado de United Plankton Pictures de Hillenburg, apoya áreas de interés personal de los dos, dando menos de $ 500,000 anuales a partir de 2017. Los beneficiarios incluyen organizaciones importantes relacionadas con las artes, como el Museo de Arte del Condado de Los Ángeles y la Sociedad para la Activación del Espacio Social a través del Arte y el Sonido, en la que Karen es copresidenta. La salud representa la mayor parte de sus donaciones;  habían donado a Planned Parenthood (donde Karen es miembro de la junta directiva desde 2014) y la Sociedad Nacional de Esclerosis Múltiple, entre otras organizaciones nacionales de salud.
En educación, habían invertido en escuelas, incluida la Escuela Politécnica de Pasadena (a la que asistió su hijo), CalArts y la Universidad Estatal de Humboldt. Las donaciones a este último ayudaron a financiar el Laboratorio Marino de HSU y la Dotación del Premio de Investigación en Ciencias Marinas Stephen Hillenburg, que la pareja creó en 2018 para apoyar a los estudiantes de investigación en ciencias marinas de la universidad. El año anterior, la Fundación Princess Grace presentó la Beca de Animación Stephen Hillenburg, una subvención anual de los Hillenburg a animadores emergentes.

### Enfermedad y muerte
En marzo de 2017 Hillenburg anunció que padecía Esclerosis lateral amiotrófica (ELA), una enfermedad neurodegenerativa para la que no existe cura.
El 27 de noviembre de 2018 se confirmó en la cuenta de Twitter de Nickelodeon el fallecimiento a los 57 años de Stephen Hillenburg a causa de complicaciones provocadas por la Esclerosis lateral amiotrófica, aunque posteriormente la revista estadounidense Variety publicó que había fallecido el día anterior, el 26, en San Marino, California. El día posterior a su deceso, sus restos fueron cremados y sus cenizas arrojadas  al Océano Pacífico a 804 kilómetros de la costa de California.

## Legado
En julio de 2019, se estrenó el episodio "La Gran Fiesta de cumpleaños de Bob Esponja", que celebra el 20° aniversario de la serie y hace homenaje a Hillenburg.

## Filmografía

### Cine
| Año  | Título                               | Rol                                      |
| ---- | ------------------------------------ | ---------------------------------------- |
| 2004 | Bob Esponja: La película             | Director, productor, guionista, animador |
| 2015 | Bob Esponja: Un héroe fuera del agua | Productor, historia                      |
| 2020 | Bob Esponja: Al rescate              | Productor ejecutivo, lanzamiento póstumo |

### Televisión
| Año       | Título                   | Rol                                                                 |
| --------- | ------------------------ | ------------------------------------------------------------------- |
| 1994-1996 | La vida moderna de Rocko | Artista de guion gráfico, director, director creativo (temporada 4) |
| 1999-2018 | Bob Esponja              | Creador, productor ejecutivo, guionista, animador                   |